# Jonas von Königswarter

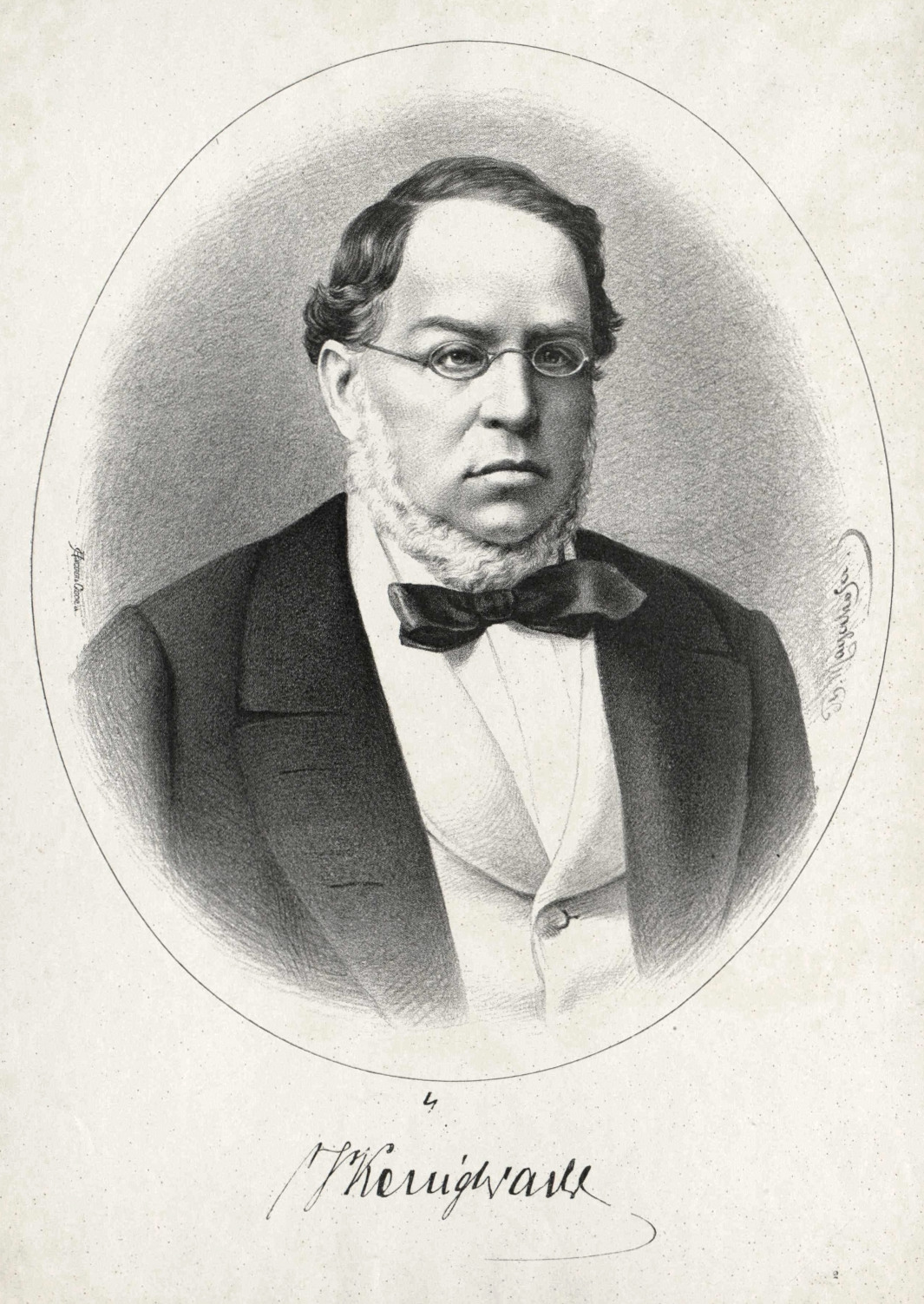
Jonas von Königswarter

Jonas Freiherr von Königswarter (* 10. August 1807 in Frankfurt am Main; † 23. Dezember 1871 in Wien) war ein österreichischer Bankier.

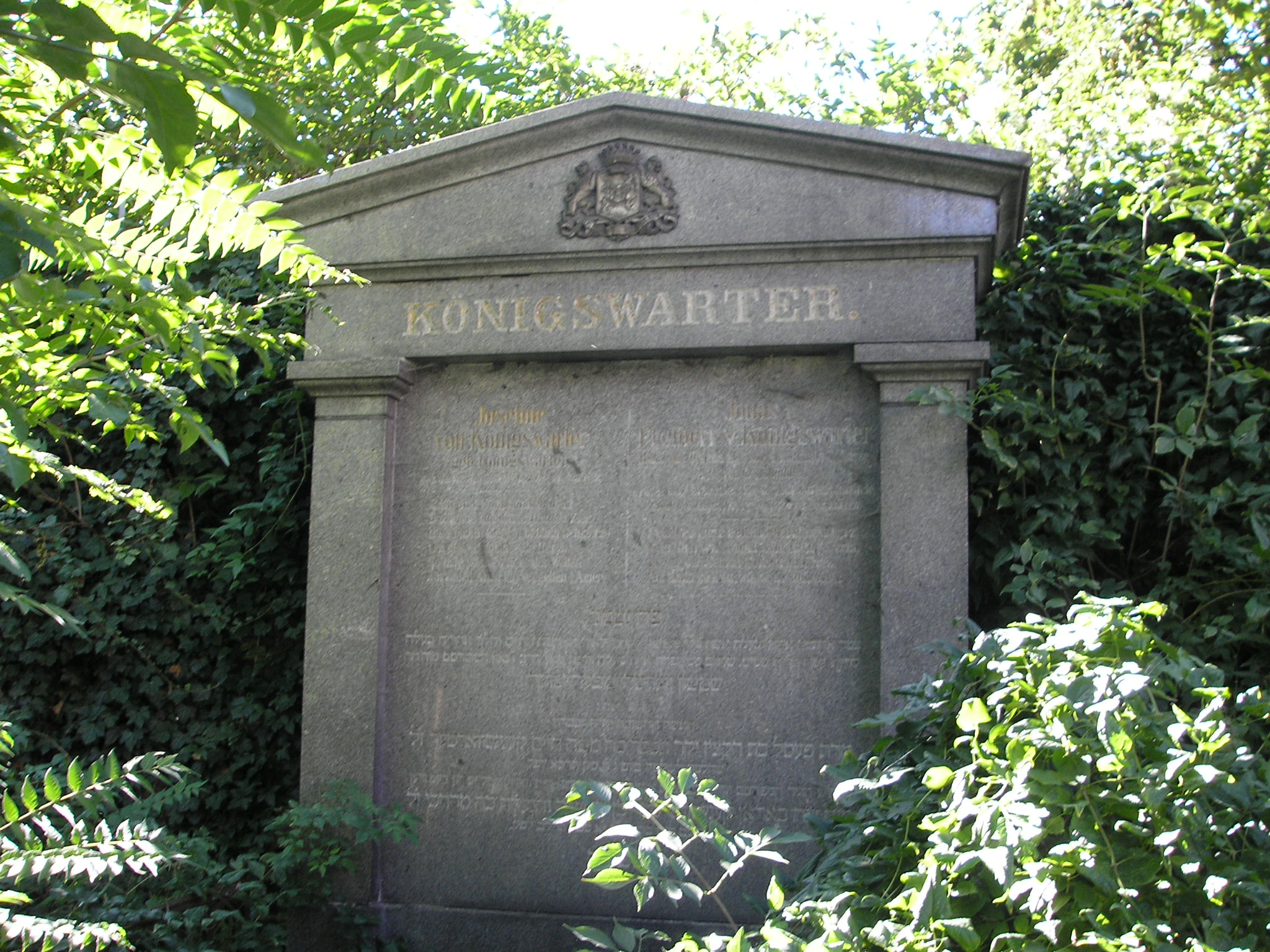
Grab der Familie Königswarter

## Biographie
Königswarter war Chef eines Bankhauses in Wien, Direktor der Oesterreichischen Nationalbank und Präsident der Israelitischen Kultusgemeinde Wien. Er wurde am 25. März 1860 zu Wien in den österreichischen Ritterstand, am 26. Oktober 1870 ebenda in den österreichischen Freiherrnstand erhoben. Das Führen des Titels galt für ihn und seine Nachfahren. Der Freiherr wurde auch mit dem Orden der Eisernen Krone 3. Klasse mit (KD) sowie am 24. September 1870 für sein verdienstliches Wirken durch Kaiser Franz Joseph mit dem Orden der Eisernen Krone 2. Klasse ausgezeichnet.
Jonas heiratete 1829 seine Cousine Josephine Königswerter, recte: Königswarter, (* 13. April 1811; † 14. Mai 1861), Schwester von Baron Maximilian de Königswarter (1817–1878).
Er war Erbauer des Palais Königswarter in Wien und wurde nach seinem Ableben auf dem Jüdischen Friedhof Währing bestattet. 1941 wurden seine Gebeine exhumiert und in der Neuen Jüdischen Abteilung des Wiener Zentralfriedhofs (Tor IV) wiederbeigesetzt.